# Crkva Uznesenja Blažene Djevice Marije u Kloštaru Ivanićkom
Crkva Uznesenja Blažene Djevice Marije je rimokatolički crkva u mjestu i općini Kloštar Ivanić.

## Opis
Crkva je izvorno gotička građevina prvi put spomenuta u 13. stoljeću od kad postoji u sklopu ženskog samostana, a barokizirana je sredinom 18. stoljeća Sastoji se od pravokutnog broda, svetišta i bočnih kapela, čime tlocrtno dobiva oblik križa. Prostor broda svođen je češkim kapama, a svetište, kapele, prostor pod pjevalištem i predvorje baroknim križnim svodom. Uz sjeverno pročelje smješten je zvonik s kapelom u prizemnoj razini. Ispod velike površine poda nalazi se kripta. S vrlo vrijednim baroknim inventarom iz 18. st. predstavlja istaknut sakralan objekt okolice Ivanić-Grada.

## Zaštita
Pod oznakom Z-2249 zavedena je kao nepokretno kulturno dobro – pojedinačno, pravna statusa zaštićena kulturnog dobra, klasificirano kao "sakralna graditeljska baština".